# Mega Man: Dr. Wily's Revenge
Mega Man: Dr. Wily's Revenge, conocido como Rockman World (ロックマンワールド?) en Japón, es un videojuego de Capcom para la Nintendo Game Boy. Es el primer juego en la subserie para portátiles de la franquicia Mega Man. Se publicó primero en Japón el 26 de julio de 1991, siendo reeditado en 2001 por cartucho de Nintendo Power, y fue localizado para Norteamérica en diciembre de ese año, siendo puesto a la venta en Europa al año siguiente. El juego continúa las aventuras del héroe androide Mega Man que una vez más se enfrenta al malvado Doctor Wily, que recientemente ha puesto en marcha sus resucitados Robot Masters y un nuevo Mega Man Killer llamado Enker.

## Recepción
El juego ha recibido reseñas generalmente positivas, principalmente por su gameplay. A pesar de esto también ha sido criticado por su falta de originalidad.